# Galagete
Galagete is een geslacht van vlinders uit de familie van de dominomotten (Autostichidae). De wetenschappelijke naam van het geslacht is voor het eerst geldig gepubliceerd in 2002 door Bernard Landry. De beschreven soorten zijn allemaal endemisch op de Galapagoseilanden.
De typesoort, Gelechia protozona Meyrick, werd door de auteur oorspronkelijk in de familie tastermotten (Gelechiidae) geplaatst. Landry merkt in de protoloog van Galagete op dat het geslacht nauw verwant moet zijn aan Taygete Chambers, een geslacht dat traditioneel ook in de familie Gelechiidae werd geplaatst.

## Soorten en ondersoorten
Het geslacht omvat de volgende soorten en ondersoorten:
- Galagete cinerea Landry, 2002
- Galagete consimilis Landry, 2002
- Galagete cristobalensis Landry, 2002
- Galagete darwini Landry, 2002
- Galagete gnathodoxa (Meyrick, 1926)[4]
- Galagete griseonana Schmitz & Landry, 2005
- Galagete krameri Landry & Schmitz, 2008
- Galagete levequei Landry, 2002
- Galagete pecki Landry, 2002 
  - Galagete pecki pecki Landry, 2002
  - Galagete pecki flavofasciata Schmitz & Landry, 2005
- Galagete protozona (Meyrick, 1926)[4] - Typesoort
- Galagete seymourensis Landry, 2002
- Galagete turritella Landry, 2002
  - Galagete turritella turritella Landry, 2002
  - Galagete turritella espanolaensis Landry, 2002